# 杭州市萧山区博物馆

杭州市蕭山區博物館的活動

杭州市蕭山區博物館，又稱萧山博物馆，是地方性历史艺术类博物馆，位于杭州市萧山区，前身萧山县博物馆成立于1958年，现在的萧山博物馆于1999年7月在江寺挂牌，并于2009年3月20日迁入新址重新开放。